# ДИ-4
ДИ-4 (рус. Лавиль ДИ-4) је двоседи совјетски двоседи ловац. Први лет авиона је извршен 1933. године. 

Практична највећа висина током лета је износила 6440 метара а брзина успињања 405 метара у минути. Распон крила авиона је био 13,36 метара, а дужина трупа 8,50 метара.

## Наоружање
| Наоружање авиона:              |                    |
| Ватрено (стрељачко) наоружање  |                    |
| Топ                            |                    |
| Митраљез                       |                    |
| Број и ознака митраљеза        | 4 синх. ПВ-1, 1 ДА |
| Калибар                        | 7,62               |
| Бомбардерско наоружање (бомбе) |                    |
| Ракетно наоружање (ракете)     |                    |